# Escuela Gresham

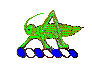
El saltamontes de Gresham.

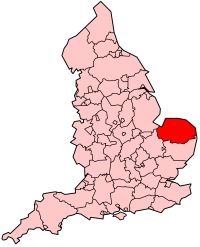
Condado de Norfolk.

La Escuela Gresham (Gresham's School), es una prestigiosa escuela inglesa para chicos y chicas.
Está situada en Holt, Norfolk, en Inglaterra, cerca del mar del Norte. La escuela tenga una muy larga lista de alumnos conocidos.

## Descripción
La Escuela Gresham consta aproximadamente de 530 alumnos y alumnas entre las edades de trece y dieciocho años, y 210 entre las edades de ocho y trece años, sumamente huéspedes, con un coste de cerca de 22 000 £ al año. Aproximadamente el diez por ciento de los alumnos asiste a la escuela con becas proporcionadas por el legado original de Sir John Gresham y concedidas por examen cada año. 
La escuela original, fundada en el año 1555, consistía solamente de cuarenta estudiantes y todos estos alumnos eran educados con la financiación de la Fundación.
La mayoría de los alumnos vivían en las siete casas de la escuela: cuatro para chicos - Howson's (1905), Farfield (1909), Woodlands (1912), y Tallis (1961); y tres para chicas: Oakeley (1971), Edinburgh (1984), y Britten (1992).

## Alumnos

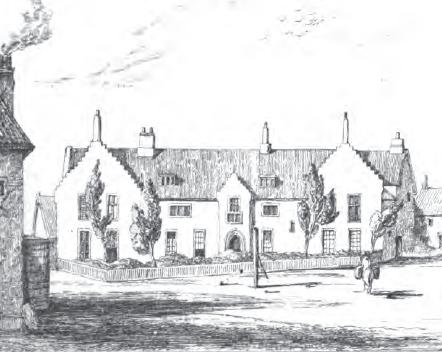
Escuela Gresham (Gresham's School), 1838.

La Escuela es famosa por sus alumnos (conocidos en inglés como Old Greshamians), por ejemplo:
- Wystan Hugh Auden - poeta y ensayista
- Lennox Berkeley - compositor
- Benjamin Britten, Baron Britten - compositor y pianista
- Peter Brook - director de teatro
- Henry Daniell - actor
- Nigel Dick - director de cine
- Ralph Firman - piloto de Fórmula 1
- Stephen Frears - director de cine
- Stephen Fry - actor, director de cine, y comediante
- Sienna Guillory - actriz
- Alan Lloyd Hodgkin - fisiólogo y biofísico
- James Klugmann - historiador
- David Lack - ornitólogo y biólogo
- Ben Nicholson - pintor y escultor
- Sebastian Shaw - actor
- Stephen Spender - poeta
- Tom Wintringham - Militar, historiador, escritor, periodista, poeta y político